# Leah à contretemps
Leah à contretemps (Leah on the Offbeat) est un roman pour adolescents de Becky Albertalli publié en 2018. Il s'agit du deuxième tome du Simonverse.